# Age of Impact
Az Age of Impact az Explorers Club 1998-ban megjelent debütáló lemeze, melyet a Magna Carta Records adott ki. Az albumon többek között olyan vendégszereplők bukkantak fel, mint Steve Howe, John Petrucci, James LaBrie, Terry Bozzio vagy Billy Sheehan. A dalokat és a dalszövegeket nagyrészt Trent Gardner írta. A terjedelmes hosszúságú dalokat rejtő album nagy feltűnést keltett a progresszív rock rajongók körében, mely nagyrészt pozitív kritikákban részesült.

## Számlista
|    | Cím                     | Hossz |
| -- | ----------------------- | ----- |
| 1. | Impact 1 - Fate Speaks  | 15:59 |
| 2. | Impact 2 - Fading Fast  | 8:44  |
| 3. | Impact 3 - No Returning | 8:20  |
| 4. | Impact 4 - Time Enough  | 9:14  |
| 5. | Impact 5 - Last Call    | 11:09 |

## Közreműködők
- James LaBrie – ének
- Bret Douglas – ének
- Matt Bradley – ének
- D.C. Cooper – ének
- Trent Gardner – billentyűs hangszerek, trombita, ének
- Wayne Gardner – elektromos és akusztikus gitár, basszusgitár
- John Petrucci – gitár
- Terry Bozzio – dob
- Billy Sheehan – basszusgitár
- Steve Howe – akusztikus gitár
- Derek Sherinian – billentyűs hangszerek
- James Murphy – gitár
- Michael Bemesderfer – fuvola
- Freddy Clarke – nylonhúros guitar
- Matt Guillory – billentyűs hangszerek